# Borek (Jílové u Prahy)
Borek je vesnice v okrese Praha-západ, je součástí města Jílové u Prahy. Nachází se asi 1,6 km na jihovýchod od Jílového u Prahy. Vesnicí protéká Chotouňský potok a prochází tudy silnice II/105. Je zde evidováno 208 adres. Ve vesnici se nachází i Štola v Halířích od vlakového nádraží Jílové u Prahy je vzdálena 2 km. Kousek od řeky Sázavy cca 2 km se nachází kamenný most Žampach, nejvyšší kamenný most v Česku, jenž je o jeden metr nižší než pražský Nuselský most s tratí metra.

## Historie
První písemná zmínka o vesnici pochází z roku 1227.